# Lý Khắc
Lý Khắc (chữ Hán: 里克; ?-650 TCN) là tướng nước Tấn thời Xuân Thu trong lịch sử Trung Quốc. Ông phục vụ từ thời Tấn Hiến công và dự vào việc thay đổi ngôi vua nước Tấn.

## Khuyên Tấn Hiến công
Sử ký đề cập tới Lý Khắc từ năm 660 TCN. Lúc đó trong nước Tấn, Tấn Hiến công yêu vợ thứ là Ly Cơ, muốn truất ngôi thế tử Thân Sinh để phong cho con Ly Cơ là Hề Tề. Hiến công điều Thân Sinh ra ngoài, giao trấn giữ đất Khúc Ốc, không cho ở Giáng đô. Năm 660 TCN, Hiến công giao cho thế tử Thân Sinh đi đánh đất Đông Sơn.
Lý Khắc căn cứ vào thể chế thời trước, tâu với Hiến công rằng thế tử phải là người kế vị tương lai, do đó luôn ở cạnh vua, theo vua làm những việc cúng tế và làm giám quốc khi vua đi đánh trận. Do đó ông kiến nghị Hiến công nên tự cầm quân đi đánh mà giao nước cho thế tử quản lý mới phải lẽ. Nhưng Hiến công vì yêu con nhỏ nên không nghe, bắt Thân Sinh phải ra mặt trận.
Lý Khắc biết không thể tác động tới vua Tấn, bèn lẳng lặng đi gặp thế tử Thân Sinh báo lại. Thân Sinh lo lắng mình sẽ bị truất. Ông lựa lời khuyên Thân Sinh nên cố gắng tu đức, giữ bổn phận để tránh tai họa. Đồng thời, Lý Khắc cũng cáo bệnh không đi theo Thân Sinh đi ra trận. Thế tử Thân Sinh vâng lời đi đánh đất Đông Sơn.

## Đảo chính giết hai vua
Thân Sinh cuối cùng bị Ly Cơ hãm hại năm 655 TCN, buộc phải tự sát. Con Ly Cơ là Hề Tề được lập làm thế tử.
Năm 651 TCN, Tấn Hiến công ốm nặng, gọi Tuân Tức vào ủy thác giúp thế tử Hề Tề. Tháng 9 năm 651 TCN, Tấn Hiến công qua đời. Hề Tề trở thành vua mới. Các đại thần là phe cánh của 3 công tử Thân Sinh, Trùng Nhĩ và Di Ngô không đồng tình lập Hề Tề làm vua. Tháng 10 năm 651 TCN, trong lúc Hề Tề vẫn đang để tang Hiến công trong nhà quàn, Lý Khắc mang quân đánh vào nhà quàn giết chết Hề Tề.
Tuân Tức bèn lập Trác Tử - có mẹ là em gái của Ly Cơ - lên ngôi. Nhưng cũng chỉ được 1 tháng, tới tháng 11 năm đó Lý Khắc lại mang quân đánh thẳng vào triều đình. Tuân Tức thế cô không thể chống lại lực lượng của Lý Khắc. Lý Khắc giết cả Tuân Tức cùng Trác Tử.

## Bị hại
Lý Khắc và đại phu Bì Trịnh bàn nhau đi rước người con lớn tuổi nhất của Tấn Hiến công là công tử Trùng Nhĩ đang ở đất Địch về làm vua. Tuy nhiên khi sứ giả đến nơi, Trùng Nhĩ lại thác cớ từ chối. Lý Khắc nghe tin bèn sai sứ sang nước Lương đón một người con khác của Hiến công là công tử Di Ngô về làm vua. Di Ngô mừng rỡ, hứa hẹn sẽ phong đất Phần Dương cho ông.
Theo kế thủ hạ thân tín cùng đi trốn là Lã Sảnh và Khước Nhuế, Di Ngô cầu nước Tần giúp mình để có uy thế, hứa cắt đất Tây Hà tạ ơn. Tần Mục công điều quân rước Di Ngô về nước. Bá chủ chư hầu đương thời là Tề Hoàn công cũng hội binh đưa Di Ngô về Tấn lên ngôi, tức là Tấn Huệ công.
Tấn Huệ công lên ngôi, viện lý do để không cắt đất tạ ơn nước Tần. Biết Lý Khắc trước đây từng có ý định lập công tử Trùng Nhĩ, Tấn Huệ công không phong đất Phần Dương cho Lý Khắc, lại truất binh quyền của ông.
Tháng 4 năm 650 TCN, Tấn Huệ công sợ Lý Khắc sẽ liên kết với Trùng Nhĩ chống lại mình, bèn sai người đến lệnh cho Lý Khắc phải tự sát, với lý do ông đã từng giết hai vua Tấn là Hề Tề và Trác Tử. Lý Khắc nghe lệnh và lý do giết mình, nói với sứ giả:
Nếu không có người bị phế truất thì làm sao chúa công có thể về lên ngôi được? Muốn giết người ta chẳng lẽ lại không có cớ hay sao?
Rồi ông dùng kiếm tự sát.